# Smart Battery Data

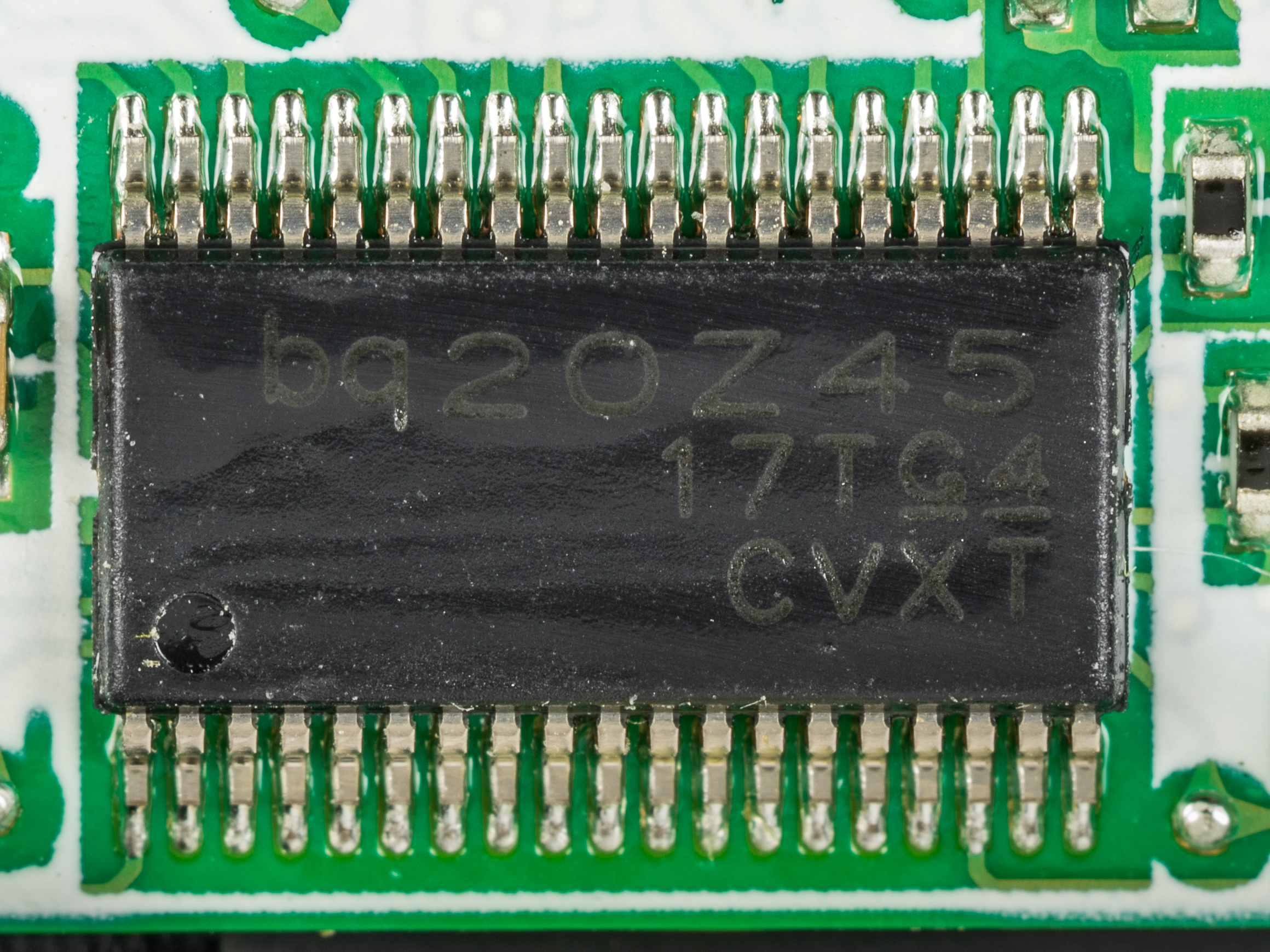
Asus Zenbook UX31E - Lithium-Polymer battery controller

SBD (Smart Battery Data) é um método de monitoramento de baterias desenvolvido pela Duracell e Intel. Um circuito integrado especial embutido na bateria monitora o nível de energia e envia informações para o SMBus. Esta informação pode incluir: tipo, modelo, fabricante, características, taxa de descarga, capacidade restante prevista e alarme de nível crítico, para que o PC possa ser desligado de forma correta. Também, temperatura e voltagem, para promover carregamento rápido seguro.